# 阿历克斯小子BMX挑战赛
《阿历克斯小子BMX挑战赛》是一款在世嘉Master System发行的竞速游戏。游戏于1987年在日本地区发行。
在游戏中，玩家需要控制阿历克斯绕过障碍物。
需要注意游戏中的里程表。如果有碰撞会降低里程表的数值。如果数值为0，则游戏结束。